# Got to Rock On
«Got ot Rock On» (en español: «A rockear») es una canción de la banda estadounidense de rock progresivo Kansas.  Fue compuesta por el cantante y teclista Steve Walsh. Se encuentra originalmente en el álbum Audio-Visions, lanzado por Kirshner Records en 1980.   Fue publicado como el segundo y último sencillo de este álbum por la misma discográfica en el mismo año.
Esta canción se ubicó en la posición 76.º de la lista del Billboard Hot 100 en 1981.  En Canadá, «Got to Rock On» no entró en los listados de popularidad.

## Versiones
Existen dos versiones del sencillo «Got to Rock On»; una es la versión normal en vinilo de 7 pulgadas y otra en edición promocional de vinilo de 12 pulgadas.  La primera enlista en el lado B la canción «No Room for a Stranger» («No hay lugar para un extraño» en español),  mientras que la segunda contiene «Got to Rock On» en las dos caras del disco, aunque la diferencia entre ambas es que una es la versión de estudio y la otra es una versión en directo grabada durante un concierto efectuado por la agrupación en la ciudad de Chicago, Illinois, Estados Unidos el 29 de octubre de 1980.

## Lista de canciones

### Versión normal de 7 pulgadas

#### Lado A
| Side one |                  |              |               |          |  |
| N.º      | Título           | Escritor(es) | Voz principal | Duración |  |
| 1.       | «Got to Rock On» | Steve Walsh  | Steve Walsh   | 3:19     |  |

#### Lado B
| Side one |                          |                       |               |          |  |
| N.º      | Título                   | Escritor(es)          | Voz principal | Duración |  |
| 2.       | «No Room for a Stranger» | Walsh / Rich Williams | Steve Walsh   | 2:55     |  |

### Edición promocional de 12 pulgadas

#### Lado A
| Side one |                                       |              |               |          |  |
| N.º      | Título                                | Escritor(es) | Voz principal | Duración |  |
| 1.       | «Got to Rock On» (versión de estudio) | Steve Walsh  | Steve Walsh   | 3:19     |  |

#### Lado B
| Side one |                                       |              |               |          |  |
| N.º      | Título                                | Escritor(es) | Voz principal | Duración |  |
| 2.       | «Got to Rock On» (versión en directo) | Steve Walsh  | Steve Walsh   | 2:55     |  |

## Créditos
- Steve Walsh — voz principal y teclados
- Kerry Livgren — guitarra y teclados
- Robby Steinhardt — voz secundaria y violín
- Rich Williams — guitarra
- Dave Hope — bajo
- Phil Ehart — batería

## Listas
| Año  | País           | Lista             | Posición máxima |
| ---- | -------------- | ----------------- | --------------- |
| 1981 | Estados Unidos | Billboard Hot 100 | 76.º            |